# Geminiano Montanari-observatoriet
Geminiano Montanari-observatoriet (italienska: Osservatorio astronomico Geminiano Montanari), är ett observatorium i Cavezzo, Italien.
Minor Planet Center listar observatoriet som Cavezzo och som upptäckare av 7 asteroider mellan 1995 och 2001.

## Lista över upptäckta mindre planeter och asteroider
| 13145 Cavezzo       | 27 februari 1995 |
| 22405 Gavioliremo   | 19 juli 1995     |
| 38541 Rustichelli   | 7 november 1999  |
| (48621) 1995 OC     | 19 juli 1995     |
| 66207 Carpi         | 6 februari 1999  |
| 80652 Albertoangela | 16 januari 2000  |
| 357116 Attivissimo  | 16 november 2001 |